# 1982年國家聯盟冠軍賽
1982年國家聯盟冠軍賽是由國聯東區冠軍聖路易紅雀對決國聯西區冠軍亞特蘭大勇士的比賽，最後紅雀以3連勝橫掃勇士晉級世界大賽。

## 概要

### 聖路易紅雀 對 亞特蘭大勇士
聖路易以3勝0負贏得系列賽
| 場次 | 客隊 | 比分 | 主隊 | 日期     | 球場                      | 觀眾人數 |
| ---- | ---- | ---- | ---- | -------- | ------------------------- | -------- |
| 1    | 勇士 | 0：7 | 紅雀 | 10月7日  | 布希紀念體育場            | 53008    |
| 2    | 勇士 | 3：4 | 紅雀 | 10月9日  | 布希紀念體育場            | 53408    |
| 3    | 紅雀 | 6：2 | 勇士 | 10月10日 | 亞特蘭大–富爾頓市立體育場 | 52173    |

## 逐場戰況

### 第一場：第一次
10月6日，密蘇里州，聖路易，布希紀念體育場
勇士隊在這場比賽推出菲爾·尼可羅先發，並在比賽前段取得1比0領先。不過比賽中途卻下起了大雨，由於未滿5局，因此大聯盟決定沒收比賽，並宣布第一戰將重新於隔日開打。勇士和紅雀後來派出帕斯夸爾·佩雷斯和鮑伯·佛許先發。

### 第一場：第二次
10月7日，密蘇里州，聖路易，布希紀念體育場
| 亞特蘭大勇士                                          | 0 | 0 | 0 | 0 | 0 | 0 | 0 | 0 | 0 | 0 | 3  | 0 |
| 聖路易紅雀                                            | 0 | 0 | 1 | 0 | 0 | 5 | 0 | 1 | x | 7 | 13 | 1 |
| 勝投： 鮑伯·佛許（1–0） 敗投： 帕斯夸爾·佩雷斯（0–1） |   |   |   |   |   |   |   |   |   |   |    |   |

培瑞茲在前五局雖然掉了一分，但整體內容不算太差，還讓勇士隊握有翻盤機會。
不過紅雀在6局下展開攻勢，開局連敲三支安打打退培瑞茲。之後又靠著保送和安打串聯，單局攻下5分。最終紅雀7比0大勝勇士。

### 第二場
10月9日，密蘇里州，聖路易，布希紀念體育場
| 亞特蘭大勇士                                        | 0 | 0 | 2 | 0 | 1 | 0 | 0 | 0 | 0 | 3 | 6 | 0 |
| 聖路易紅雀                                          | 1 | 0 | 0 | 0 | 0 | 1 | 0 | 1 | 1 | 4 | 9 | 1 |
| 勝投： 布魯斯·蘇特（1–0） 敗投： Gene Garber（0–1） |   |   |   |   |   |   |   |   |   |   |   |   |

菲爾·尼可羅和John Stuper上演投手戰，兩隊在前五局打完，勇士3比1領先。
6局下，達瑞爾·波特敲出二壘安打送回第二分。奧齊·史密斯也敲出安打，不過Porter被阻殺在本壘之前，紅雀錯失追平機會。
8局下，紅雀在一出局攻佔一三壘。Willie McGee敲出適時安打追平比數。9局下，David Green率先敲出安打，並推進站上二壘。Ken Oberkfell成功敲出再見安打，紅雀以4比3氣走勇士。

### 第三場
10月10日，喬治亞州，亞特蘭大，亞特蘭大–富爾頓市立體育場
| 聖路易紅雀 | 0 | 4 | 0 | 0 | 1 | 0 | 0 | 0 | 1 | 6 | 12 | 0 |
| 亞特蘭大勇士 | 0 | 0 | 0 | 0 | 0 | 0 | 2 | 0 | 0 | 2 | 6  | 1 |
| 勝投： Joaquín Andújar（1–0） 敗投： Rick Camp（0–1） 救援成功： 布魯斯·蘇特（1） 全壘打： 紅雀：威利·麥基（9上,1分） 勇士：無 |   |   |   |   |   |   |   |   |   |   |    |   |

2局上，紅雀敲出4支安打加上保送單局攻下4分，幾乎早早為比賽定了調。
7局下，勇士隊展開反攻。他們單局敲出4支安打，以及暴投拿下2分。
9局上，威利·麥基敲出兩隊在系列賽的首轟。終場紅雀6比2贏球，系列賽橫掃勇士晉級世界大賽。

## 外部連結
- 1982 NLCS at Baseball-Reference（页面存档备份，存于）